# Saint-Suliac
Saint-Suliac è un comune francese di 974 abitanti situato nel dipartimento dell'Ille-et-Vilaine nella regione della Bretagna.
Nel 2018 è entrato a far parte de Les Plus Beaux Villages de France.

## Geografia
Saint-Suliac si trova a circa 10 km. a sud di Saint-Malo sulla riva destra del fiume Rance.

## Luoghi d'interesse
Nel paese di Saint-Suliac si trova una chiesa del XIII secolo che fa parte dei Complessi parrocchiali della Bretagna. 
A sudovest del paese si trova anche il menhir detto Dent de Gangantua.

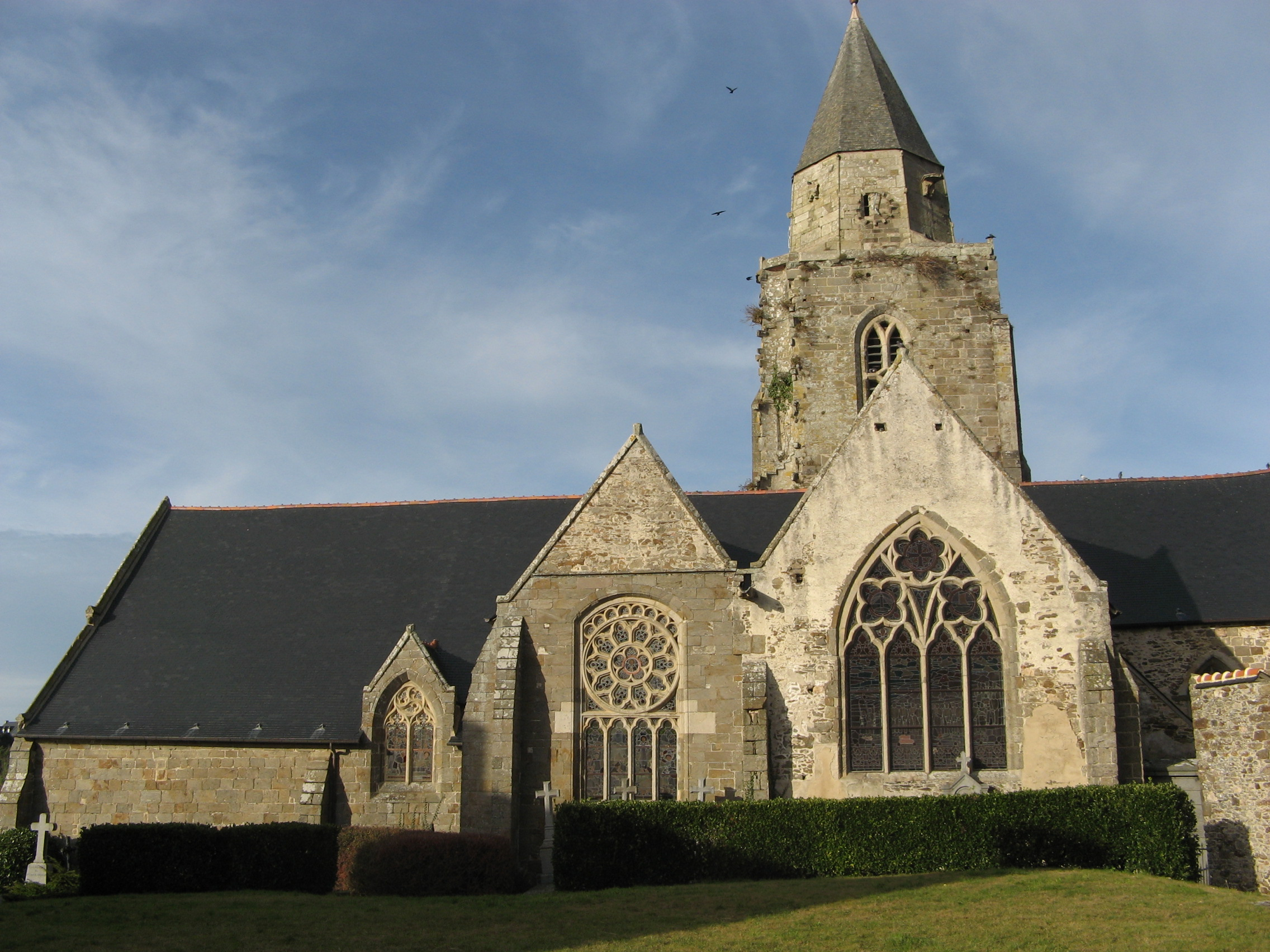
Chiesa di Saint -Suliac

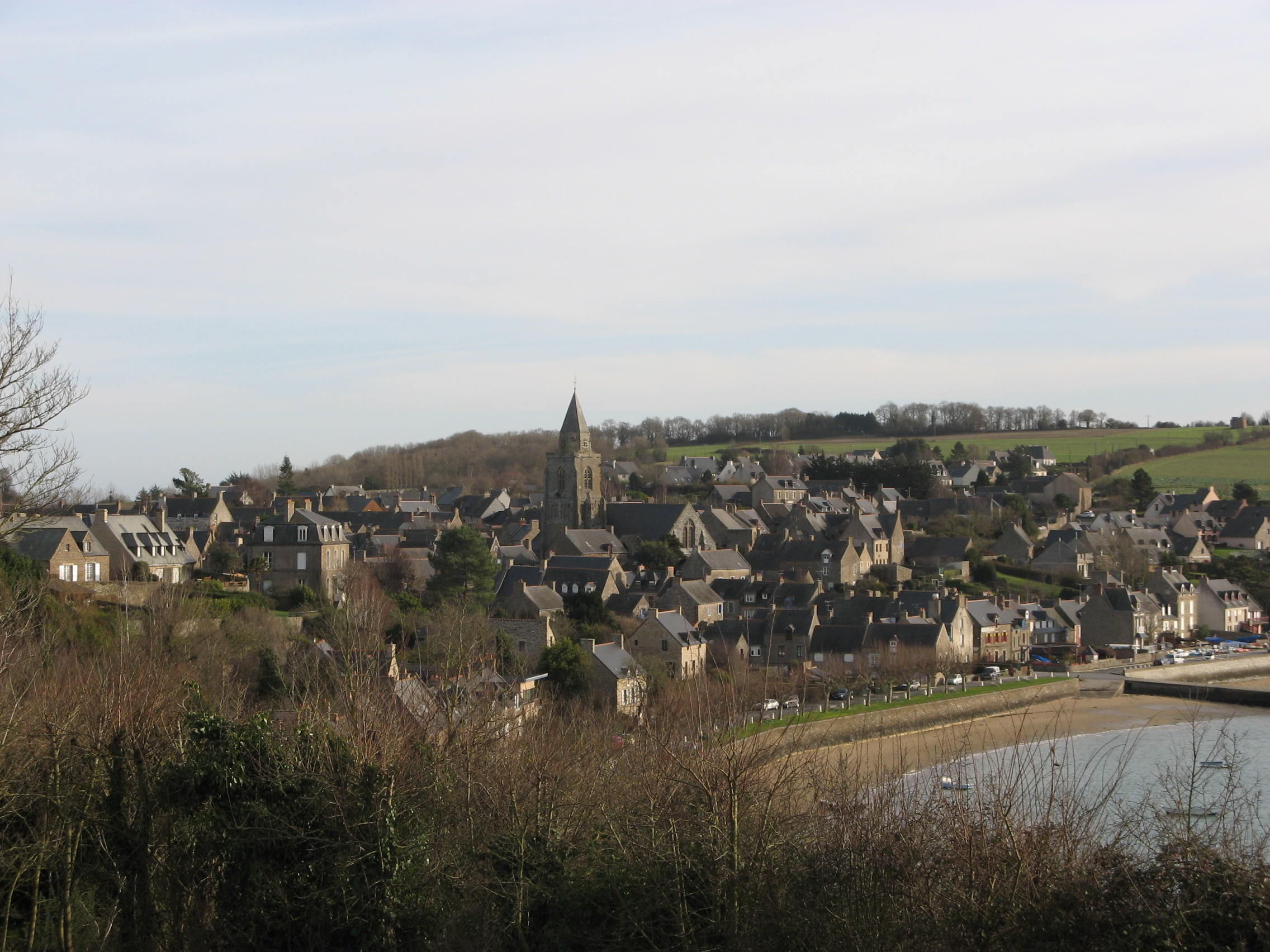
Vista di Saint-Suliac dalla spiaggia

## Società

### Evoluzione demografica
Abitanti censiti